# Adam Young
Pour les articles homonymes, voir Young.
 (décembre 2011).
Si vous disposez d'ouvrages ou d'articles de référence ou si vous connaissez des sites web de qualité traitant du thème abordé ici, merci de compléter l'article en donnant les références utiles à sa vérifiabilité et en les liant à la section « Notes et références ».
Adam Young, né le 5 juillet 1986  à Ottumwa (Iowa), est un chanteur et musicien américain. Auteur et compositeur de nombreux projets musicaux, il est révélé par la chanson Fireflies issue du projet Owl City fin 2009. Fireflies a en effet atteint le numéro un au classement musical dans 26 pays différents. Adam Young a produit six albums et un EP sous le projet Owl City, tous signés chez Universal Republic.

## Enfance
Adam Young est né dans l'Iowa mais a grandi à Owatonna dans le Minnesota. Selon lui, c'est le fait de n'avoir jamais été dans une grande ville qui lui a permis de préserver une forme d'innocence qui s'exprime dans sa musique. Il déclare aimer la nature et notamment l'océan qu'il n'aura cependant eu l'occasion de voir de ses propres yeux qu'étant jeune adulte. Durant son enfance, Adam Young a révélé qu'il n'avait pas beaucoup d'amis et qu'il était relativement solitaire. Il a commencé à composer de la musique adolescent à la suite d'une chute de skateboard qui l'a provisoirement empêché de pratiquer cette activité. Il pense avoir le syndrome d'Asperger mais n'a pas demandé de diagnostic.

## Vie personnelle
Adam Young avoue lui-même être très timide et introverti comme il l'a déjà écrit sur son blog et révélé dans diverses interviews . Malgré le succès, il habite toujours à Owatonna dans le Minnesota où il compose sa musique chez lui dans une cave aménagée en studio.

## Projets musicaux
Adam Young a également entamé de nombreux autres projets musicaux, la majorité étant seulement composés d'un ou deux morceaux courts, servant le plus souvent de tests d'effets musicaux. Certains sont néanmoins plus connus et aboutis tel Sky Sailing ou encore Port Blue. La plupart de ces projets sont uniquement instrumentaux, Adam Young déclarant à ce propos aimer l'idée d'écouter de la musique sans paroles, ce qui permet selon lui de faire sa propre interprétation de la chanson sans que les mots viennent influencer notre perception de la mélodie. Ces nombreux projets musicaux ont occupé ses années d'études secondaires et universitaires. Quelques-uns sont le fruit d'une collaboration avec des amis d'enfance. 
- Owl City
- Sky Sailing
- Port Blue
- Swimming with Dolphins